# Artega
Artega Automobil GmbH & Co. KG — німецька автомобілебудівна компанія з міста Дельбрюк землі Північний Рейн-Вестфалія. Компанія повинна була виготовляти спортивні моделі. Була заснована 2006 Клаусом Дітером Фрерсом за підтримки Карла-Гайнца Калбфелля і оголошена банкрутом 2012.

## Історія
На базі заводу Paragon 2006 було засновано автомобілебудівну компанію Клаусом Дітером Фрерсом, який з 2008 був керуючим директором і який наприкінці 2009 продав належні йому 52 % акцій. Їх викупила німецька дочірня компанія мексиканського приватного інвестиційного фонду Tresalia Capital, підрозділ Grupo Modelo. Керуючим директором став Вольфганг Зібарт.
Першим незалежно розробленим автомобілем Artega став спортивний автомобіль Artega GT. Ходову частину запозичили з модельного ряду VW Group. На неї встановили мотор V6 об'ємом 3,6 л потужністю 300 к.с. Авто розвивало швидкість 270 км/год і розганялось 0-100 км/год за 5,0 секунд.

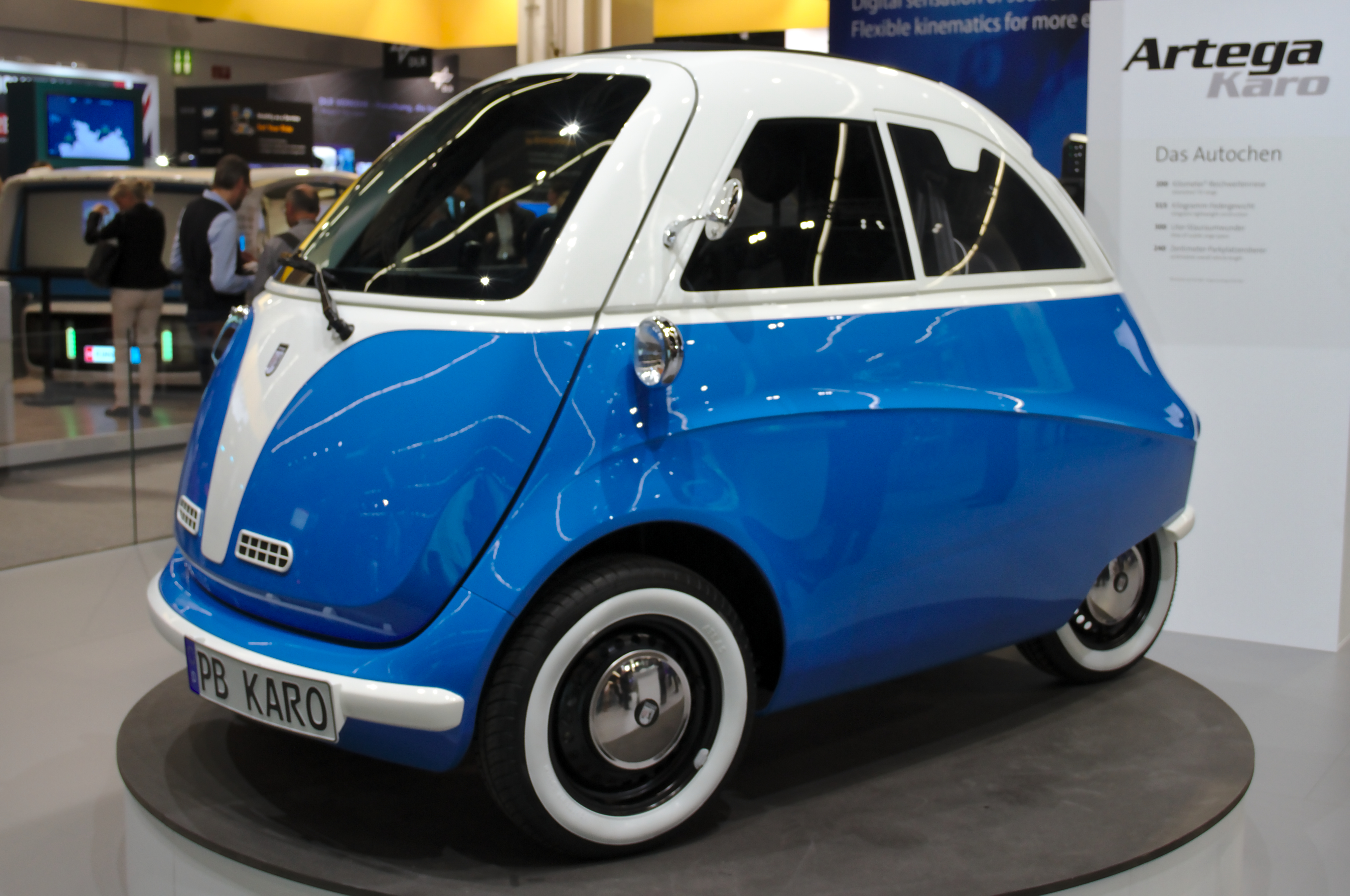
Artega Karo на Франкфуртський автосалон 2019

У вересні 2019 року компанія представила на Франкфуртський автосалон електромобільний невеликий автомобіль Artega Karo. Транспортний засіб буде вироблятися з кінця 2019 року.